# Polypedilum canoeiro
Polypedilum canoeiro är en tvåvingeart som beskrevs av Bidawid 1996. Polypedilum canoeiro ingår i släktet Polypedilum och familjen fjädermyggor. Inga underarter finns listade i Catalogue of Life.